# Willie Waddell
William "Willie" Waddell (født 7. marts 1921, død 14. oktober 1992) var en skotsk fodboldspiller (højre wing) og -manager.
På klubplan tilbragte Waddell hele sin aktive karriere, fra 1939 til 1955, hos Glasgow-storklubben Rangers Her var han med til at vinde fire skotske mesteskaber og to pokaltitler.
Waddell spillede desuden 18 kampe og scorede seks mål for Skotlands landshold, som han debuterede for 19. oktober 1946 i et opgør mod Wales.
Efter at have indstillet sin aktive karriere blev Waddell manager. Han stod i spidsen for først Kilmarnock, som han førte frem til mesterskabet i 1965. Herefter havde han tre år som ansvarshavende i sin gamle klub, Rangers. I denne periode var hans største triumf sejren i Pokalvindernes Europa Cup i 1972.

## Titler
Skotsk mesterskab
- 1939, 1947, 1949 og 1954 med Rangers
- 1965 med Kilmarnock (træner)

FA Cup
- 1949 og 1953 med Rangers

Scottish League Cup
- 1971 med Rangers (træner)

Pokalvindernes Europa Cup
- 1972 med Rangers (træner)